# Johan Sundeen
Pär Johan Sundeen, tidigare även Andersson Sundeen, född 14 februari 1968, död 15 januari 2025 i Brämhults distrikt, var en svensk idéhistoriker. Han var docent vid Lunds universitet och verksam som universitetslektor på Högskolan i Borås.

## Biografi
Sundeen disputerade 2008 på avhandlingen Andelivets agitator: J A Eklund, kristendomen och kulturen. Den behandlar inte Eklunds idéer isolerat utan blir en väg in i den dåtida idédebatten, där Eklunds syn på kristendomens förhållande till skönlitteratur, politik, historia, filosofi, krig och fred analyseras och kontextualiseras.
År 2017 gav Sundeen ut 68-kyrkan: svensk kristen vänsters möte med marxismen 1965–1989 om 68-rörelsens inflytande på Svenska kyrkan. Han låter det historiska materialet självt vittna relativt okommenterat om till exempel hur biskopar och andra ledande personer omfamnade Östtyskland. Boken anges av Stig-Björn Ljunggren som "en utmärkt beskrivning av hur en rätt liten grupp personer kan utnyttja tidsandan för att medvetet penetrera organisationer som koagulerat".
Sundeen var 2010–2013 en av redaktörerna för böckerna Från Högskolan i Borås till Humboldt, som i tre volymer behandlar universitetets idé och bildningens plats i högre utbildning och forskning.
Hans forskning utfördes ofta i ett gränssnitt mellan samhälle, kultur och kristendom. Sundeen intresserade sig särskilt för religiösa idéers och föreställningars plats inom ämnet. Det disciplinhistoriska intresset tog sig uttryck i artiklar om teologen Bengt Hägglund. Han intresserade sig för frågor om bildning, bibliotekshistoria och kulturvetenskap och tillsammans med Roger Blomgren forskat om förekomsten av aktivism inom kultursektorn, i synnerhet vid folkbiblioteken.
Sundeen publicerade en rad texter om prästen Birger Forell och tilldelades i september 2018 ett av Svenska kyrkan i Borås instiftat pris till Forells minne. Hans personhistoriska intresse och forskning omfattar flera kulturgestalter från det svenska 1800- och 1900-talet, bland andra Viktor Rydberg. Sundeen valdes i september 2021 till ordförande i Viktor Rydberg-sällskapet. 
Sundeen medverkade 2021 som fristående kolumnist i Bulletin och som kulturskribent i kulturtidskriften Axess. Hans publicering hade (2025) enligt Google Scholar omkring 70 citeringar och ett h-index på 4.

### Antologibidrag, artiklar
- 2010 –  Från Högskolan i Borås till Humboldt. Vol. 1, Den svenska högskolans roll i en motsägelsefull tid. Högskolan i Borås. ISBN 9789185659685. OCLC 727024816. https://www.worldcat.org/oclc/727024816
- 2011 –  Från Högskolan i Borås till Humboldt. Vol. 2, Bildning och kunskapskulturer. Högskolan i Borås. ISBN 9789185659715. OCLC 938935357. https://www.worldcat.org/oclc/938935357
- 2013 –  Från Högskolan i Borås till Humboldt. Vol. 3, Vetenskap på tvären - akademiska värden, friheter och gränser. Högskolan i Borås. ISBN 9789187525063. OCLC 940749609. https://www.worldcat.org/oclc/940749609
- 2013 – Lennart Berntson och Svante Nordin, red, "Människosonens aktivister", i Arvet efter 1968.  Stockholm: Axel och Margaret Ax:son Johnsons stiftelse. ISBN 9789189672505
- 2014 – Johnny Hagberg, red, "Ett nytt Tyskland på brittisk mark", i Skara stift 1000 år. Skara: Skara Stiftshistoriska sällskap. ISBN 9789186681227
- 2019 – Sjöström Lennart, red (2019). "Kalla kriget som ideologistrid: Konservativ och marknadsliberal kritik av Svenska kyrkans internationella agerande", avsnitt i "Innan murarna föll: Svenska kyrkan under kalla kriget". [Skriftserie - Stiftelsen för Sverige och kristen tro] ; 26. Skellefteå: Artos. Libris 2btmwswx0zfljkzd. ISBN 9789177770817
- 2020 – Kurt Almqvist och PJ Anders Linder, red, Jakten på paradiset, i Vänsterns idéer. Stockholm: Axel och Margaret Ax:son Johnsons stiftelse. ISBN 9789188717160
- 2020 – Anders Burman och Tore Lund, red. Otroshjälte och religiös kulturpersonlighet: Receptionen av Viktor Rydbergs skrifter bland svenska teologer, kapitel i Efter Viktor Rydberg: Receptionshistoriska studier. Huddinge: Södertörn studies in intellectual and cultural history. ISBN 9789189109155
- 2020 – Per Selstam och Martin Tunström, red. Nya länkar i en obruten ideologisk kedja, kapitel i Samtida röster om konservatism. Malmö: Svensk Tidskrifts förlag. ISBN 9789198664102
- 2021 – Maria Wolmesjö och Rolf Solli, red. Politisk aktivism i kulturpolitikens genomförandeled, kapitel skrivit tillsammans med Roger Blomgren, i Framtidens välfärd: Hållbar Styrning, organisering och ledning. Lund: Studentlitteratur. ISBN 9789144152189
- 2021 – Kurt Almqvist och PJ Anders Linder, red, En himmel på jorden, essä i En annan värld. Stockholm: Axel och Margaret A:son Johnsons stiftelse. ISBN 9789188717306
- 2021 – Resistance in the Name of God : Some Reflections on Birger Forell, Totalitarian Ideas  and Christianity, Kirchliche Zeitgeschichte, 2/2020.
- 2021 – "Filosofins tröst i de personliga krisernas tid", i Veritas: Viktor Rydberg-Sällskapets tidskrift, 36.
- 2021 – Johan Sundeen. ”När teologi blev 68-ideologi: Etableringen av en Israelfientlig opinion inom svensk kristenhet 1967-1982”. Högskolan i Borås. https://urn.kb.se/resolve?urn=urn%3Anbn%3Ase%3Ahb%3Adiva-25490. Läst 9 april 2025.
- 2022 – Roger Blomgren, Katarina Michnik och Johan Sundeen, red. Från Ansgar till Valfrid: Svenska bibliotek genom tiderna, i Biblioteksgeografin: En antologi om biblioteksväsende och biblioteksforskning. Studentlitteratur. ISBN 9789144159485
- 2022 – Broar till den andliga världen: Rydberg, spiritismen och det omedvetna, i Vertias: Viktor Rydberg-sällskapets tidskrift.
- 2022 – Samhörighetens tempel: Ett bidrag till forskningen om kulturpolitikens förhistoria och de svenska folkbibliotekens etableringsperiod, i tidskriften Biblis, nr 99.